# レクソール・プレイス
ノースランズ・コロシアム（Northlands Coliseum）はカナダのエドモントンにある屋内競技場。

## 概要
同競技場は1974年11月10日にこけら落とされた。当時の名称はノースランズ・コロシアムであった。1995年にはエドモントン・コロシアムに、1998年にはスカイリーチ・センターに名称が変わり、2003年にカッツグループの子会社レクソールに命名権を取得し、現在の名称になった。
主にNHLのエドモントン・オイラーズ、NLLのエドモントン・ラッシュなどの本拠地としても使用されているほか、1978年のコモンウェルスゲームズや、WWE、コンサートなどのイベントにも使用された。オイラーズは2016年をめどにダウンタウン・エドモントンに建設中のロジャーズ・プレイスに移転される予定であり、当施設も閉鎖される予定。

## 主な開催されたイベント
- 1978年コモンウェルスゲームズ体操競技
- 1989年NHLオールスター戦
- トロント・ラプターズプレシーズンゲーム（1999年・2008年）[3]
- 1995年・2012年世界ジュニアアイスホッケー選手権
- 2007年フォード世界男子カーリング選手権
- バンクーバーオリンピックカーリングカナダ代表決定戦